# Pauline Dechilly
Pauline Dechilly, née le 7 avril 1998 à Paris, est une footballeuse française évoluant au poste de défenseur.

## Carrière

### Formation sportive de haut niveau
Pauline intègre le pôle France au Centre National du Football à Clairefontaine en août 2013, puis l'INSEP en septembre 2014.

### Carrière en club
Pauline Dechilly évolue dans sa jeunesse avec les garçons jusqu’à ses 14 ans au Cercle Sportif St-Étienne Wolxheim. En 2012, elle rejoint le FC Vendenheim, qui joue en deuxième division. Elle réalise ses débuts en première division lors de la saison 2016-2017 avec le FC Metz-Algrange, qu'elle a rejoint en juillet 2016. Au terme de la saison 2017-2018, elle est championne de France de deuxième division avec le FC Metz-Algrange.

### Carrière en sélection
Elle compte trois sélections  avec l'équipe de France des moins de 16 ans en 2014, sept sélections avec l'équipe de France des moins de 17 ans entre 2014 et 2015 et seize sélections en équipe de France des moins de 19 ans entre 2016 et 2017. Elle comptabilise cinq sélections en équipe de France des moins de 20 ans et ce depuis la saison 2017-2018.

## Palmarès
Elle remporte le championnat de France UNSS en juin 2013 quelques jours avant de remporter la Coupe nationale avec l'équipe d'Alsace dans cette même année. Avec la sélection nationale, elle remporte le championnat d'Europe des moins de 19 ans 2016 et est finaliste  du championnat d'Europe des moins de 19 ans 2017. Au terme de la saison 2017-2018, elle est championne de France de deuxième division avec le FC Metz-Algrange.

## Statistiques
| Saison                | Club                  | Championnat           | Championnat | Championnat | Coupe(s) nationale(s) | Coupe(s) nationale(s) | Total | Total |
| Saison                | Club                  | Division              | M.          | B.          | M.                    | B.                    | M.    | B.    |
| 2013-2014             | FC Vendenheim         | Division 2            | 2           | 1           | -                     | -                     | 2     | 1     |
| 2014-2015             | FC Vendenheim         | Division 2            | 17          | 1           | 2                     | 0                     | 19    | 1     |
| 2015-2016             | FC Vendenheim         | Division 2            | 18          | 0           | 2                     | 0                     | 20    | 0     |
| Sous-total            | Sous-total            | Sous-total            | 37          | 1           | 4                     | 0                     | 41    | 1     |
| 2016-2017             | FC Metz               | Division 1            | 14          | 0           | -                     | -                     | 14    | 0     |
| 2017-2018             | FC Metz               | Division 2            | 19          | 0           | 3                     | 0                     | 22    | 0     |
| 2018-2019             | FC Metz               | Division 1            | 16          | 0           | 2                     | 0                     | 18    | 0     |
| Sous-total            | Sous-total            | Sous-total            | 49          | 0           | 5                     | 0                     | 54    | 0     |
| 2019-2020             | Dijon FCO             | Division 1            | -           | -           | 1                     | 0                     | 1     | 0     |
| Sous-total            | Sous-total            | Sous-total            | -           | -           | 1                     | 0                     | 1     | 0     |
| 2020-2021             | RC Strasbourg         | Division 2            | 5           | 0           | -                     | -                     | 5     | 0     |
| 2021-2022             | RC Strasbourg         | Division 2            | 6           | 0           | 1                     | 0                     | 7     | 0     |
| Sous-total            | Sous-total            | Sous-total            | 11          | 0           | 1                     | 0                     | 12    | 0     |
| Total sur la carrière | Total sur la carrière | Total sur la carrière | 97          | 1           | 11                    | 0                     | 108   | 1     |